# مقاطعة دونيتسك
أوبلاست دونيتسك (بالأوكرانية: Донецька область) هي مقاطعة تقع في جنوب شرق أوكرانيا. مركزها الإداري هو دونيتسك. حملت اسم أوبلاست ستالين تكريما لجوزيف ستالين.
بعد استفتاء دونيتسك 2014 الذي أقيم في 11 مايو 2014 استقل الإقليم عن أوكرانيا و تم تأسيس جمهورية دونيتسك الشعبية.

## الجغرافيا
يقع أوبلاست دونيتسك في الجنوب الشرقي لأوكرانيا، ويشكل جزءا من المنطقة الصناعية دونباس الذي يمتد على مدى عدة أقاليم.
يحدها شمالاً خاركيف أوبلاست وجنوباً بحر آزوف اما شرقاً كل من هانسك أوبلاست وروستوف أوبلاست (روسيا) وغرباً زابوروجييه أوبلاست ودنيبروبتروفسك أوبلاست. تقدر مساحة أوبلاست دونيتسك ب 26,517 كم ²، حوالي 4.4٪ من المساحة الإجمالية لأوكرانيا.

## المدن الرئيسية
المدن الهامة داخل أوبلاست دونيتسك ما يلي:
- سلوفيانسك
- هورليفكا
- كراماتورسك
- ماكيفكا
- ماريوبول
- يناكييف.

## أعلام
- ليام دافيسون
- تاراس ستيبانينكو